# Amorphophallus mangelsdorffii
Amorphophallus mangelsdorffii là một loài thực vật có hoa trong họ Ráy (Araceae). Loài này được Bogner mô tả khoa học đầu tiên năm 2003.